# 第十一代漢密爾頓公爵威廉·漢密爾頓
威廉·漢密爾頓（英語：William Hamilton, 11th Duke of Hamilton，1811年2月19日—1863年7月8日），第十一代漢密爾頓公爵，前任公爵亞歷山大·漢密爾頓的獨子。

## 家庭
1843年，威廉與巴登的瑪麗·阿美莉埃結婚，兩人共有2子1女：
1. 威廉·道格拉斯-漢密爾頓（英语：William Douglas-Hamilton, 12th Duke of Hamilton）（1845年—1895年），第十二代漢密爾頓公爵
2. 卡爾·道格拉斯-漢密爾頓（1847年—1886年）
3. 瑪麗·維多利亞·漢密爾頓（1850年—1922年），摩納哥親王妃